# Авіньйон (аеропорт)
Аеропорт Авіньйон-Прованс (фр. Aéroport Avignon Provence, IATA: AVN, ICAO: LFMV) — аеропорт, розташований за 8 км від міста Авіньйон та за 4 км на захід від Комон-сюр-Дюранс  у департаменті Ваклюз у регіоні Прованс — Альпи — Лазурний Берег, Франція.

## Історія
Аеропорт було відкрито в 1937 році. В 1948 році відбувся перший регулярний рейс до Парижа. Нова контрольна вежа була побудована в 1989 році. Цього року на аеродромі відкрито Aéro-Club Vauclusien. В 1990 році термінал було розширено. В 1997 році північна смуга була продовжена до 1880 метрів.

## Авіалінії та напрямки
| Авіакомпанія | Пункт призначення                |
| ------------ | -------------------------------- |
| Flybe        | Сезонний: Бірмінгем, Саутгемптон |